# Economía de la cultura
La Economía cultural es una rama de la economía que estudia la economía de la creación, la distribución y el consumo de obras de arte, literatura y similares  productos culturales. Durante mucho tiempo, el concepto de las "artes" se limitó a las artes visuales (por ejemplo, pintura) y artes escénicas (música, teatro, danza) en la tradición Anglosajona. El uso se ha ampliado desde el comienzo de la década de 1980 con el estudio de la industria cultural (cine, programas de televisión, libros, los juegos, la radiodifusión, las publicaciones periódicas y la edición musical), la economía de las instituciones culturales (museos, bibliotecas, edificios históricos), así como las artes más tradicionales, la economía del trabajo de los artistas, los mercados, los derechos de autor y la política cultural. La economía de la cultura corresponde a las calificaciones Z1 (economía de la cultura) y Z11 (economía de las artes) en el sistema de clasificación del Journal of Economic Literature, utilizado por las búsquedas de artículos.

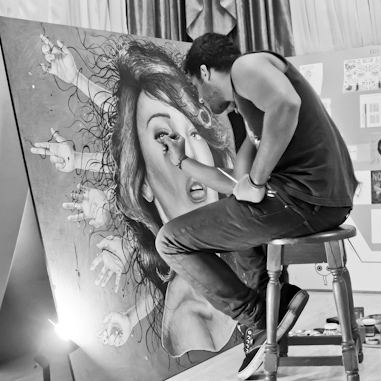
El pintor Alejandro Plaza en el trabajo en un lienzo. Una vez que esta pintura esté completa, será un bien único, para el que no hay sustituto exacto

## Historia y delimitación.

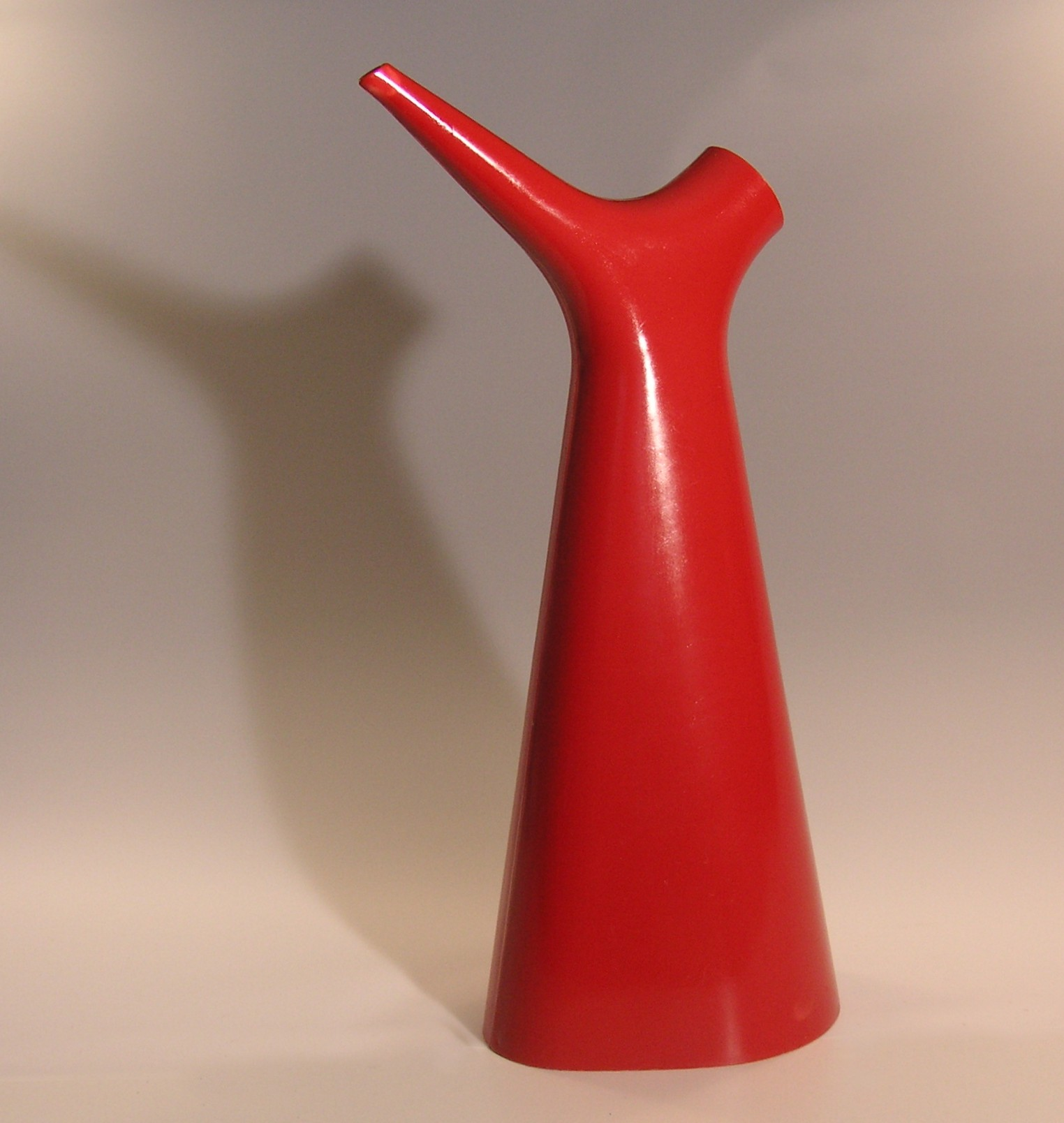
Breger kanna. Los límites de la economía de la cultura no están claros. ¿Dónde termina la escultura y dónde comienza el diseño? Las lógicas económicas de los dos sectores muestran grandes similitudes.

### Historia

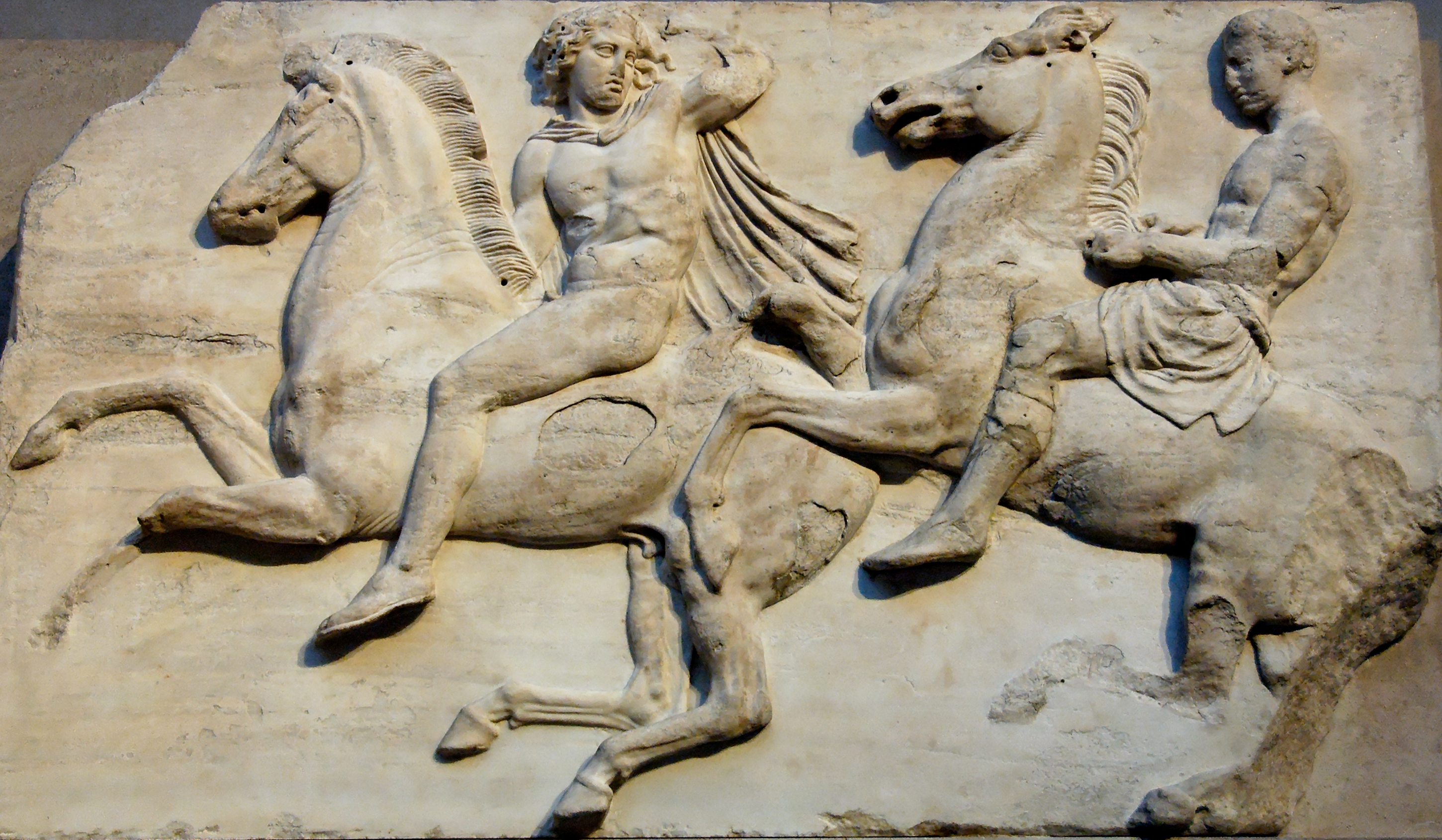
Parte del Friso del Partenón

El análisis económico del arte y la propiedad cultural en general ha permanecido por mucho tiempo fuera de los límites del análisis económico. De hecho, las obras de arte son únicas: no hay dos Almuerzos en la hierba de Manet. Esta ausencia de equivalente o competidor llevó a David Ricardo a decir que era imposible evaluarlos (Principios de Economía, Volumen 1). De manera similar, Alfred Marshall señala que la demanda de un tipo de bien cultural es una función del consumo de dicho bien (cuanto más conocemos un género musical, más podemos apreciarlo), lo que hace salir a este tipo de consumo del marco marginalizado dominado por el decrecimiento de la utilidad marginal.

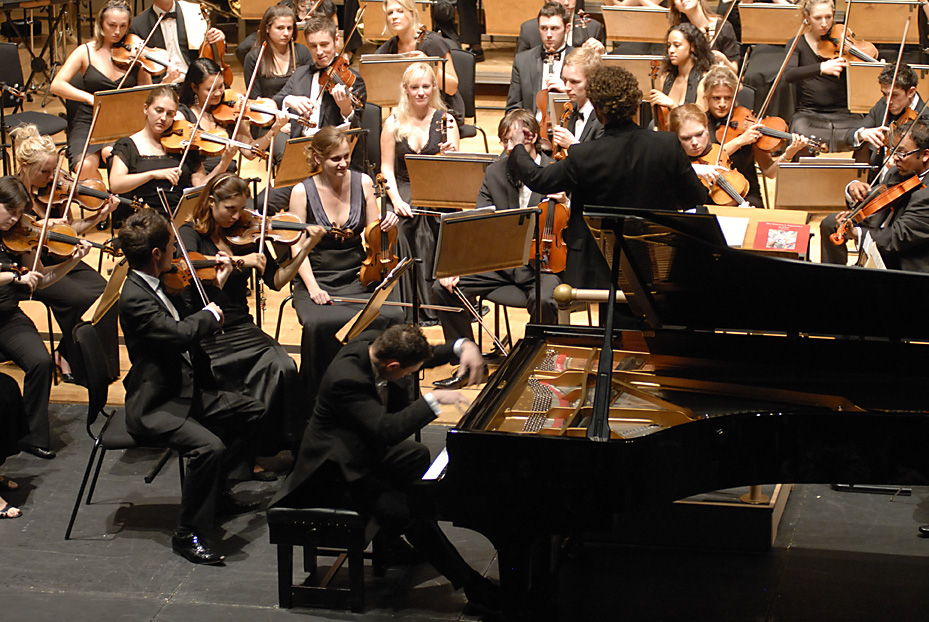
Un concierto de un pianista tocando un concierto de piano con una completa orquesta. Las orquestas son una de las más grandes bandas musicales, ya que pueden contener hasta 100 músicos. En la década de 2010, la mayoría de las orquestas pueden recibir ingresos de la venta de entradas, donaciones y fondos del gobierno. Las dos últimas fuentes de ingresos son necesarias debido a que la venta de entradas por sí sola no proporcionan suficientes ingresos para la mayoría de los grupos.

Si Kenneth Boulding o John Kenneth Galbraith enfatizan la creciente importancia económica del arte, la base del campo de la economía de la cultura se debe principalmente al trabajo de William Baumol y William Bowen sobre los espectáculos en vivo. Gary Becker sobre productos adictivos y Alan Peacock (escuela de elección pública). A nivel institucional, la economía de la cultura está dotada de un periódico desde 1977 (Journal of Cultural Economics), y el reconocimiento de su existencia por parte de la comunidad de economistas se reconoce en 1994 a través de la publicación de una revista por David Throsby en el Journal of Economic Literature. Luego se desarrollaron dos libros de texto que revisan el estado de la literatura, primero por Ruth Towse en 2003, luego por Victor Ginsburgh y David Throsby.

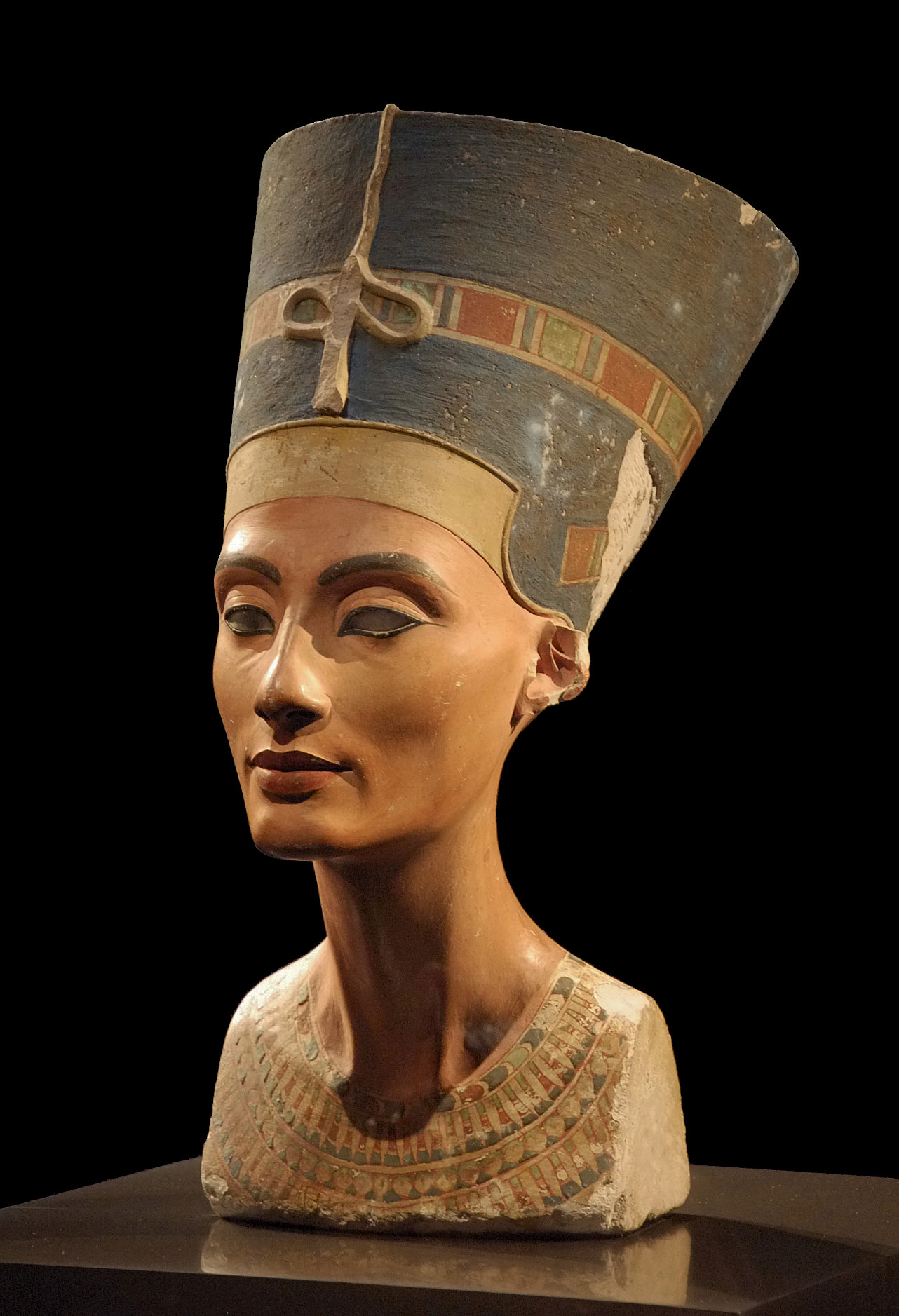
Busto de Nefertiti. Neues Museum

### Límites
La delimitación de la economía de la cultura plantea el mismo problema que la delimitación de la cultura misma. El corazón de la economía de la cultura, e históricamente su primer dominio, es el estudio de las bellas artes y los espectáculos en vivo (teatro, ópera). Estos temas siguen siendo una parte importante de los artículos de investigación.
Sin embargo, un punto culminante de los siglos XIX y XX es el surgimiento de la cultura de masas a través de bienes de contenido cultural, pero producidos por métodos industriales: libros de gran circulación, música grabada, cine y el desarrollo de los medios de difusión, radio y televisión, o contenido (internet). Entonces surge la pregunta de hasta qué punto estos bienes pertenecen a la cultura: ¿es Harry Potter tan "cultural" como el padre Goriot? Los economistas culturales han señalado la dificultad de hacer distinciones en esta área, ya que a menudo se trata de juicios de valor subjetivos. También destacan las especificidades en la selección de productos, su fabricación y su demanda que permiten diferenciar los bienes culturales. Por lo tanto, su característica común es incorporar un elemento creativo en sus características esenciales. Sin embargo, esta caracterización es demasiado amplia. La creciente importancia del diseño significa que para algunos productos que difícilmente se pueden considerar como culturales (ropa, gadgets digitales), la dimensión de la creatividad hace la mayor parte del valor.
Esta es la razón por la cual los economistas han adoptado el concepto de industrias de contenido para designar a todo el sector que produce bienes cuyo valor reside en su contenido simbólico más que en sus características físicas.
Además, el concepto de economía de la cultura se une a algunos de los debates propios de la economía inmaterial, en la imagen de esta definición formulada por Olivier Bomsel (La economía intangible, las industrias y los mercados de experiencias, Gallimard, 2010). "La desmaterialización de la economía se debe a una representación cada vez mayor de productos no en forma de objetos, sino en términos de utilidad asociada con la experiencia, que es tanto individual como social. En muchos casos, esta desmaterialización se acompaña de una expansión de los servicios (el arrendamiento sustituye a la venta, el uso a la posesión) o la desaparición del soporte material de ciertos bienes. Pero su esencia es sobre todo conceptual: pasa de la cosa a la experiencia consumida y, por lo tanto, a la información subyacente, el deseo y el significado. De ahí el surgimiento de marcas, palabras que exigen experiencia y le dan un significado social.
La economía de la cultura para obras inmateriales debe distinguirse de la economía del conocimiento o la economía del saber. 

## Problemáticas

### Protección de los bienes culturales.
La destrucción de bienes culturales durante la Segunda Guerra Mundial condujo a la creación en 1954 de la Convención de La Haya para la Protección de los Bienes Culturales en caso de Conflicto Armado. La importación de bienes culturales de países colonizados favorece la formación de la Convención de la UNESCO de 1970 que protege el patrimonio inmobiliario en el contexto de la descolonización. Los Estados miembros de la UNESCO adoptaron en 1972 la Convención del Patrimonio Mundial, que estableció en 1976 un "Comité del Patrimonio Mundial" y un "Fondo del Patrimonio Mundial". Esta convención se completó en 1995 con la de UNIDROIT sobre bienes culturales privados robados o exportados ilegalmente.
El tráfico ilícito de bienes culturales a menudo es citado por los medios de comunicación como el tercer tráfico más grande del mundo después de las drogas y las armas, pero la falta de datos (Interpol lamenta la falta de retroalimentación) hace que este ranking sea incierto.

### Restitución de bienes culturales.
Se están desarrollando cuestiones internacionales relacionadas con el retorno y la restitución de los bienes culturales. Desde finales de la década de 1990, las solicitudes de restitución se han multiplicado, en particular por los estados de América del Sur, Oriente Próximo y Medio y los antiguos países colonizados.
En 1978, la UNESCO proporcionó un foro para la discusión y negociación a este efecto mediante la creación del Comité Intergubernamental para Promover el Retorno de los Bienes Culturales a sus Países de Origen o su Restitución en Caso de Apropiación Ilícita.
A este respecto, la solicitud oficial de Grecia para la restitución del friso del Partenón al Museo Británico, la solicitud de Egipto en 2011 para la restitución del busto de Nefertiti exhibido en el Museo Neues en Berlín, es reveladora a este respecto. El tesoro de Troya fue devuelto en septiembre de 2012 a Turquía por la Universidad de Filadelfia. En Francia, a pesar del principio de inalienabilidad de las colecciones públicas (ver Edicto de Moulins) reafirmado por la ley del 4 de enero de 2002 relativa a los museos en Francia, los restos de Saartjie Baartman, "Venus hottentotte", se devolvieron a Sudáfrica, en 2002, regresaron a Nueva Zelanda quince cabezas maoríes en 2010 y la cabeza de Ataï se rindió a los clanes kanak de Nueva Caledonia en 2014.

## Artes escénicas: Baumol y la economía cultural

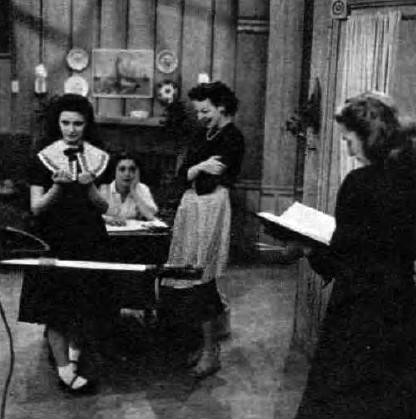
Esta imagen muestra a los actores ensayando para una obra de teatro en 1951. A pesar de los numerosos avances tecnológicos entre 1951 y la década de 2010, en la década de 2010, todavía se requieren el mismo número de actores para realizar esta obra. Por esta razón, los estudiosos afirman que algunas de las industrias culturales no están siendo más eficientes en la manera en que otras industrias, tales como la contabilidad y la banca, ya que estas dos últimas industrias requieren de muchos menos trabajadores en la década de 2010, debido al desarrollo de los programas de ordenador.

El artículo fundador de Baumol y Bowen destaca un diferencial de productividad que afecta a las artes, y en particular a las actuaciones en vivo. De hecho, interpretar el Tartufo, tomó en 1664 dos horas y doce actores. En 2006, se necesitan también dos horas y doce actores: no se gana en productividad en más de tres siglos. Como Adam Smith ya señaló, la profesión de un artista requiere una gran inversión en capital humano y, por lo tanto, debe recibir un salario digno. Por lo tanto, la remuneración de los artistas debe crecer, como mínimo, como la de la población en general, de acuerdo con la productividad general de la economía. Por lo tanto, el costo de una moneda aumenta con la tasa de productividad, mientras que la productividad de los actores no aumenta. Este crecimiento inexorable en el costo relativo de los espectáculos en vivo explica su creciente dependencia de los subsidios públicos sin los cuales se condenaría esta actividad.
La literatura sobre la economía de los espectáculos en vivo se deriva en gran parte de este análisis, y se divide en dos ejes principales: el desafío de la relevancia de los costos y el estudio de los modos de subsidio de las actividades culturales.
La primera rama señala la existencia de ganancias reales de productividad en este sector. Así, una mejor concepción de los teatros, los micrófonos, la televisión o la radio, así como las grabaciones, hacen que la misma representación pueda ser vista por una cantidad de espectadores desproporcionada con lo que era posible antes de las tecnologías de difusión de masas. De este modo, las industrias culturales proporcionan una importante financiación para espectáculos en vivo de los que derivan el material de sus productos. Vinculada a la economía de la innovación, esta corriente ve en la economía de la cultura un caso particular que prefigura los intercambios económicos cada vez más desmaterializados.
La segunda rama, que es más una cuestión de elección pública y organización industrial, está más interesada en la forma en que se usan o deberían usarse los subsidios a la cultura. Estas subvenciones son, de hecho, objeto de críticas por su carácter regresivo (los espectadores de los teatros o la ópera son bastante ricos, por lo que los subsidios culturales favorecen a las poblaciones ya favorecidas) o la posibilidad de su confiscación para ciertos actores. (Por ejemplo, un director de teatro que monta solo obras abstractas, con una audiencia muy pequeña, pero que le proporciona una imagen de promotor de la alta cultura). Por lo tanto, esta literatura busca justificar la existencia de subsidios demostrando que permiten el acceso a la cultura a un público más amplio y proponiendo métodos de control que aseguren que los subsidios se usen de acuerdo con el interés público. .

## Mercado del arte e inversión

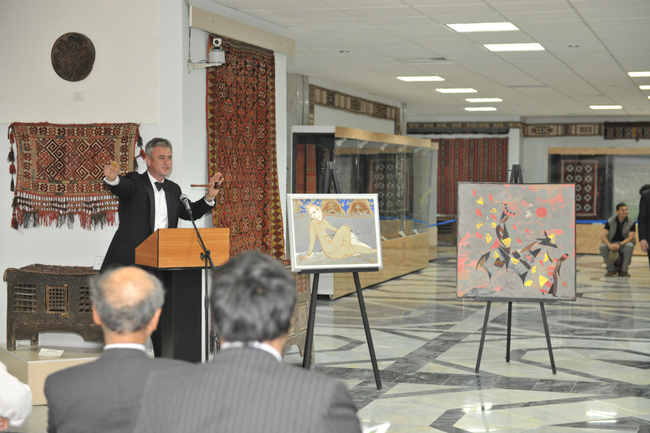
Las obras de arte como las pinturas normalmente se venden en las subastas.

Artículo principal: Mercado del arte.
Las obras de arte se comercializan en mercados con estructuras muy diferentes. En los casos más simples, el artista vende directamente a sus clientes, pero la mayoría de las veces el trabajo pasa por las manos de múltiples intermediarios. Estos niveles de intermediación definen otros tantos mercados, explícitos, como en el caso de la librería, o implícitos, como en el caso de la línea de producción de una película. De la misma manera, algunos mercados son muy estrechos, con pocos bienes y transacciones, por ejemplo, pinturas maestras antiguas, mientras que otros son mercados masivos (libros, música grabada).

### Mercado y calidad
Bruno Frey subraya la creencia común entre los intelectuales de que la calidad del arte solo puede existir a través del apoyo público a la producción artística, ya que se sabe que el mercado conduce a la producción en masa y la baja calidad. Frey señala que la estructura del mercado solo proporciona el tipo de bienes que satisfacen una demanda solvente. En el caso de los bienes culturales, proporciona bienes de muy alta calidad a precios muy altos, así como una variedad de bienes en una variedad de cantidades y calidades. En ausencia de un estándar de consenso sobre lo que es bueno o malo, argumenta, el mercado es una forma interesante de organizar relaciones en la medida en que permite que una amplia variedad de productos estén disponibles.

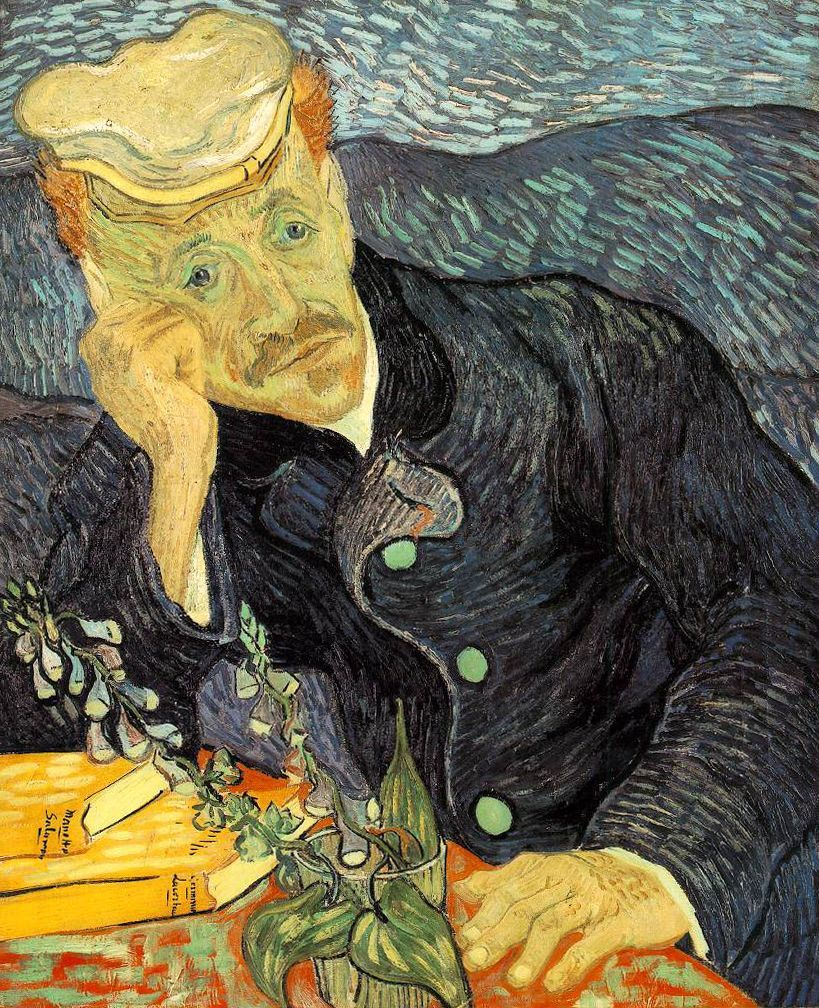
Vincent van Gogh, Auvers-sur-Oise - Retrato del Dr. Gachet (1890, junio). Esta pintura fue objeto de una venta espectacular en 1990 por la suma de 82,5 millones de francos. De hecho, debido a estas cantidades excepcionales y la existencia de datos antiguos sobre transacciones, el mercado de la pintura ha sido objeto de especial atención por parte de los economistas culturales.

### El caso de la pintura
El mercado de la pintura se divide en dos partes: el de las obras conocidas, clasificadas, ya juzgadas por la historia y cuyo valor es bien conocido, y el de las obras contemporáneas, más sujetas a los repentinos descubrimientos y efectos de la moda. Si el primero ha atraído mucha atención por las transacciones colosales, los dos mercados comparten la misma estructura de oligopolio, con un número limitado de compradores y grandes galerías.
Dos preguntas animan el debate económico en torno a este sector: ¿cual es el valor, a veces muy importante, de un trabajo formado, y cuál es la rentabilidad de un trabajo de arte en comparación con los activos financieros?

### Formación de precios
Las materias primas de una obra, lienzo y pintura o bloque de piedra, generalmente tienen un valor de mercado muy inferior al del producto terminado. De la misma manera, el tiempo del artista en su trabajo no parece explicar las grandes diferencias de precio entre las obras. Por lo tanto, su valor depende en gran medida de la percepción de la audiencia potencial, así como de los expertos responsables de establecer ese valor. 
Se puede descomponer en tres elementos. El primero es un valor social, correspondiente a un "capital artístico" del artista, que refleja la consideración que el comprador recibe debido a la posesión de la obra. El segundo representa el mérito artístico de la obra dentro de toda la producción del artista y el período considerado, su importancia para artistas posteriores, etc. El tercero se basa en el precio previamente intercambiado por el trabajo, lo que refleja un valor especulativo en el que el comprador puede confiar en el momento de una posible reventa.

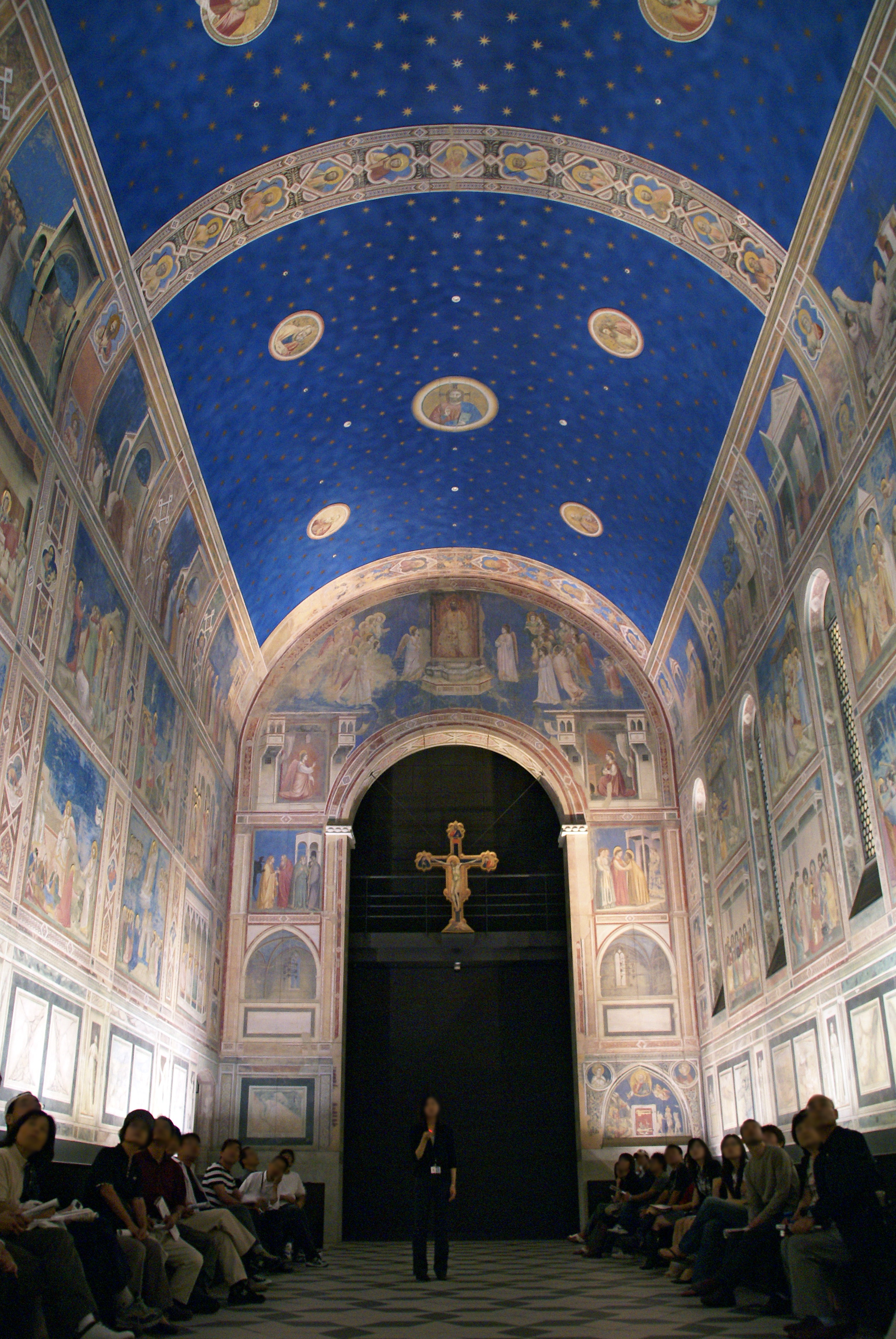
El Museo de Arte de Otsuka en Japón.

Cada uno de estos valores está determinado por los propios actores. El primero es el comportamiento de una serie de expertos, como los propietarios de galerías, directores de los principales museos o subastadores, cuyos comportamientos sirven como guías para determinar el interés y la notoriedad de un artista determinado. El segundo valor es más el juicio de los historiadores del arte. En cuanto a esto último, depende esencialmente de la presencia en el mercado de actores interesados en que el trabajo solo sea una posible inversión financiera.

### Mercado del arte y especulación
Este aspecto del mercado del arte ha recibido especial atención por dos razones. Por un lado, algunos actores financieros (bancos, compañías de seguros) vieron en la década de 1990 en el mercado del arte la oportunidad de obtener ganancias desproporcionadas a las que se pueden lograr en un mercado de valores deprimido. Por otro lado, estas transacciones a menudo tienen lugar en el contexto de las subastas. De este modo, se realizan de manera muy transparente, lo que permite establecer bases de datos que informan los precios con los que se ha vendido el mismo producto (la misma obra) en diferentes momentos, a veces desde 1652.
Los estudios empíricos sobre el tema muestran que si bien algunos coleccionistas de olfato han podido multiplicar por diez sus adquisiciones en unos pocos años, el rendimiento promedio de las obras de arte es mucho menor que el de las acciones, para una volatilidad que es al menos tan grande. Antes de interpretar esta diferencia como el placer artístico de poseer una obra, estos estudios no tienen en cuenta la ventaja fiscal de la que gozan las obras de arte, exentas del impuesto a la riqueza y el impuesto a la herencia en muchos países.
En 1986, Baumol estimó que la tasa de rendimiento promedio durante 20 años de inversiones en arte en un 0,55% anual, en comparación, las de los valores financieros fueron del 2,5%.

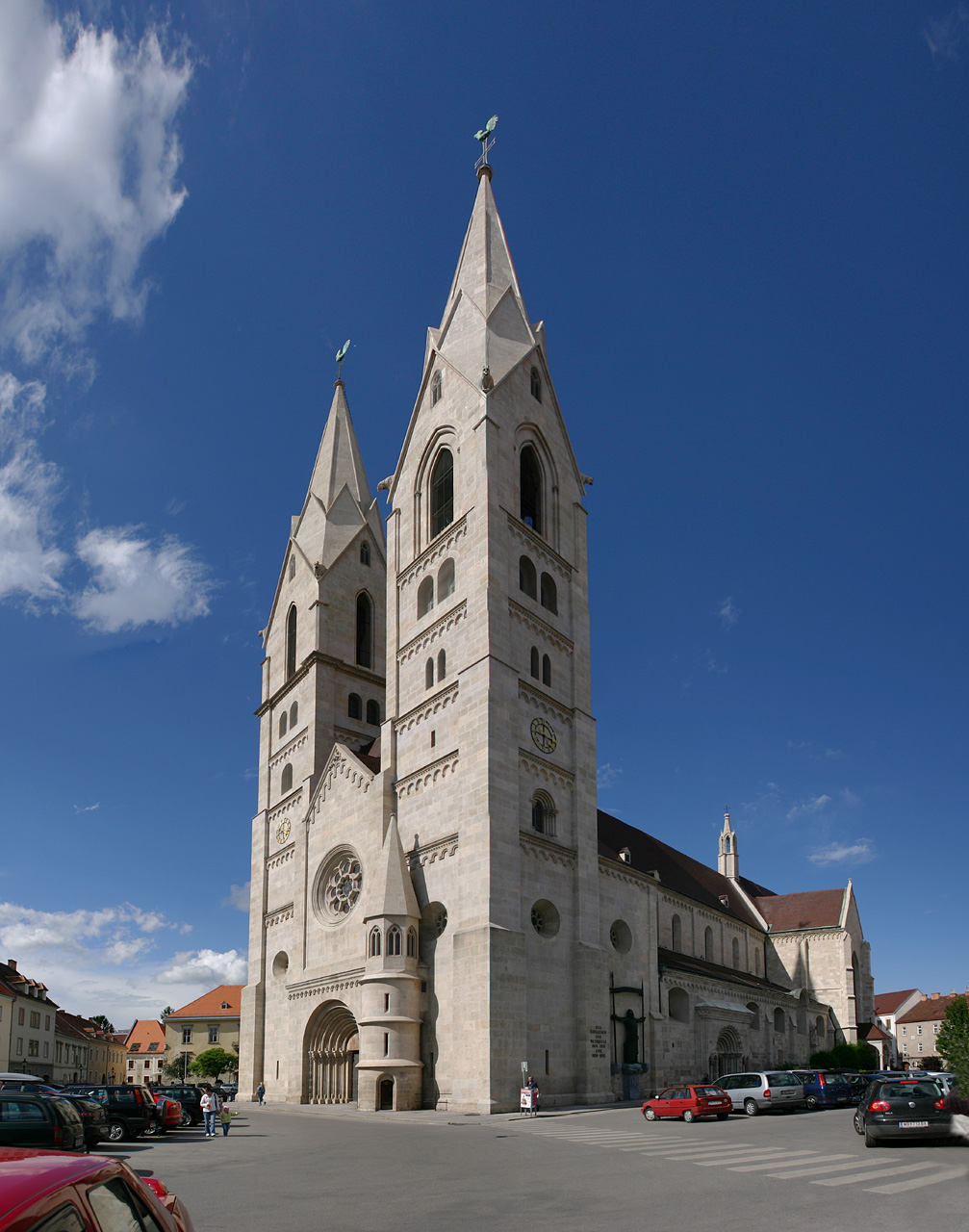
En muchos países, los edificios históricos como las catedrales son considerados "patrimonio" y, como tales, están protegidos contra la demolición o modificación sustancial.

## Economía del Arte (Arte & Economía)
Es el campo de la economía que estudia aspectos económicos del arte, sus incentivos de producción (incentivos y creatividad), su producción, su comercialización, distribución, su valor social y comercial, las actividades económicas que crea y dinamiza, el mercado laboral de artistas y el comportamiento de consumidores en el sector artístico.

## Economía de la política cultural
«Es el campo de la economía que estudia la formulación de políticas en el ámbito cultural desde un punto de vista económico, examinando la política cultural, las artes, el patrimonio, las industrias culturales, el desarrollo urbano, el turismo, la educación, el comercio, la diversidad cultural, el desarrollo económico, la propiedad intelectual y las estadísticas culturales». 

## Economía del patrimonio cultural
«La economía del patrimonio cultural describe la contribución de la economía al diseño y análisis de políticas de patrimonio cultural y al abordaje de cuestiones relacionadas con la conservación, gestión y mejora del patrimonio».
El patrimonio cultural se divide en dos partes: la que puede exhibirse en un museo (pinturas, esculturas, instalaciones) y el patrimonio inmobiliario.

### ¿Cual es el papel de los museos?
Los museos tienen una doble función: preservar las obras que se les confían y exponerlas al público. Aunque los estatutos son muy diversos (desde el museo nacional hasta la institución privada), casi todos los museos son explícitamente sin fines de lucro. Por lo tanto, son de naturaleza pública y plantean los problemas de financiamiento asociados: ¿el museo tiene que ser autosuficiente o recibir subsidios correspondientes a otros tantos impuestos? Este problema se ve agravado por el hecho de que, si bien el valor de las colecciones de museos es colosal, sus presupuestos son muy limitados. Además, a menudo ubicados en el centro de la ciudad, es muy costoso para ellos ampliar su espacio de exhibición al ritmo de sus adquisiciones. Por lo tanto, los museos estadounidenses exhiben solo la mitad de sus reservas, que siguen siendo muy importantes en comparación con los museos europeos (menos del 5% de las colecciones se exhiben en el Centro Georges-Pompidou).
Al mismo tiempo, existe un conflicto entre las dos funciones de los museos. De hecho, el imperativo de la conservación conduce a una exposición limitada (la exposición daña las obras), preferiblemente obras poco conocidas y dirigidas a un público especializado, para dar a conocer a los artistas poco conocidos y para promover la investigación. A la inversa, el imperativo de la exposición proviene del deseo de permitir a todo el público las obras esenciales de diferentes culturas y, por lo tanto, exige exposiciones amplias de artistas conocidos, capaces de atraer al museo gran número de visitantes. Por lo tanto, es esencial comprender el papel que desempeñan los diversos actores (directores de museos, curadores, curadores) y proporcionarles incentivos para encontrar el equilibrio adecuado entre sus dos roles. Esta parte del análisis económico de los museos constituye así una gran parte de las herramientas de la organización, en particular la teoría de los contratos.
Recientemente se ha agregado un último elemento a los anteriores, que es el de la gestión de la propiedad intelectual. La mayoría de las colecciones del museo son de dominio público. Sin embargo, una parte cada vez mayor de los ingresos del museo proviene de productos derivados (tarjetas postales, catálogos, etc.), lo que los alienta a limitar o incluso prohibir la reproducción de estas obras por razones de conservación (daños por destellos) y preservación de esta fuente de financiación.

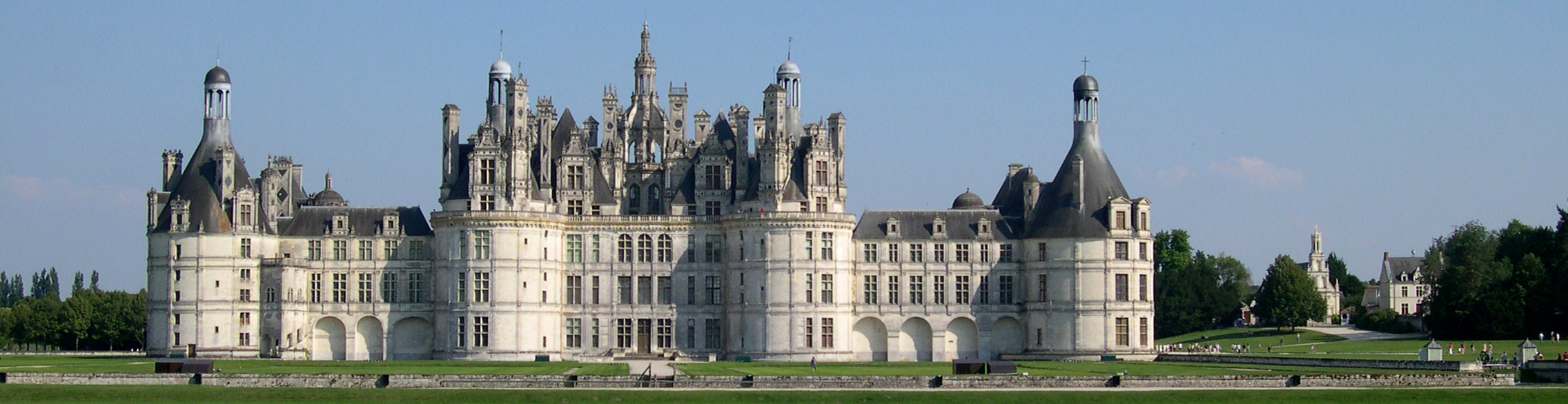
Château de Chambord, declarado desde 1981 como Patrimonio de la Humanidad por la UNESCO, ilustra la importancia del patrimonio cultural en las políticas culturales.

### Patrimonio inmobiliario
El Patrimonio Cultural Inmobiliario es un conjunto de edificios y estructuras fijas en constante crecimiento al que se le atribuye un significado cultural particular. En muchos países, similar a lo que se hace en Francia, existe un sistema de clasificación (el Inventario de Monumentos Históricos) que da derecho a los propietarios de estas propiedades a la reducción de impuestos y a ayudas a la restauración a cambio de las limitaciones de las posibilidades de modificación de los edificios y la obligación de apertura parcial al público.
El estudio de los efectos de estas medidas se encuentra aún en su infancia. Si para los sitios grandes (el castillo de Chambord, la Capilla Sixtina), existe el mismo arbitraje que para los museos entre la conservación y la exhibición, uno puede preguntarse si es realmente necesario restaurar todos los castillos europeos. Del mismo modo, la evaluación de las ineficiencias en la asignación de capital impulsada por estos nichos de impuestos sigue siendo prácticamente inexistente.

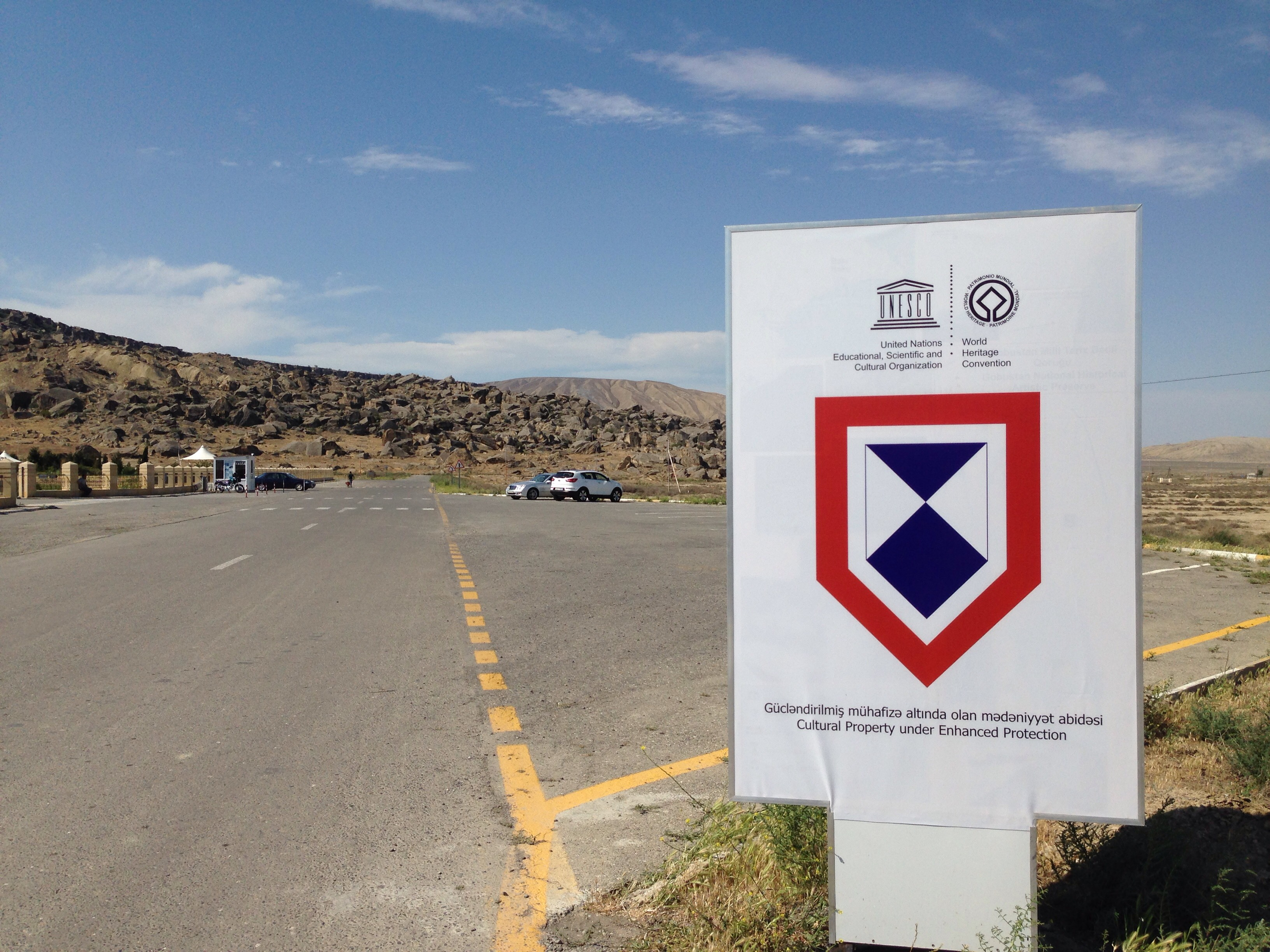
Azerbaiyán, yacimiento arqueológico de Gobustan. Distintivo de protección de la Convención de La Haya

## Análisis de los bienes culturales
Artículo relacionado: Industria cultural.

### Definición de bienes culturales
El artículo 1 de la Convención para la protección de los bienes culturales en caso de conflicto armado, firmado en 1954 en La Haya, contiene la definición de propiedad cultural siguiente:
"Se considera que los bienes culturales son bienes que, en términos religiosos o seculares, cada Estado designa como importantes para la arqueología, la prehistoria, la historia, la literatura, el arte o la ciencia, y que pertenecen a a las siguientes categorías: Colecciones y especímenes raros de zoología, botánica, mineralogía y anatomía; objetos de interés paleontológico; propiedad relacionada con la historia, incluida la historia de la ciencia y la tecnología, la historia militar y social, así como las vidas de los líderes nacionales, pensadores, académicos y artistas, y los eventos de importancia nacional; productos de excavaciones arqueológicas (regulares y clandestinas) y descubrimientos arqueológicos; elementos del desmembramiento de monumentos artísticos o históricos y de sitios arqueológicos; antigüedades de más de cien años, como inscripciones, monedas y sellos grabados; material etnológico. Bienes de interés artístico tales como pinturas, pinturas y dibujos hechos totalmente a mano en cualquier medio y en cualquier material (excepto diseños industriales y artículos hechos a mano). Producciones originales de arte y escultura estatuaria, en todos los temas. Grabados, estampas y litografías originales. Conjuntos y montajes artísticos originales, de todos los materiales. Manuscritos raros e incunables, libros, documentos y publicaciones antiguas de especial interés (histórico, artístico, científico, literario, etc.) aislados o en colecciones. Sellos postales, sellos fiscales y similares, aislados o en colecciones. Archivos, incluidos los archivos fonográficos y cinematográficos. Objetos de decoración de más de cien años e instrumentos musicales antiguos." 
Cada estado elabora una lista de bienes muebles o inmuebles que considera importantes para su patrimonio (productos de excavaciones arqueológicas, colecciones científicas, manuscritos raros, obras de arte, antigüedades, interés artístico o histórico, etc.)

### Características de los bienes culturales

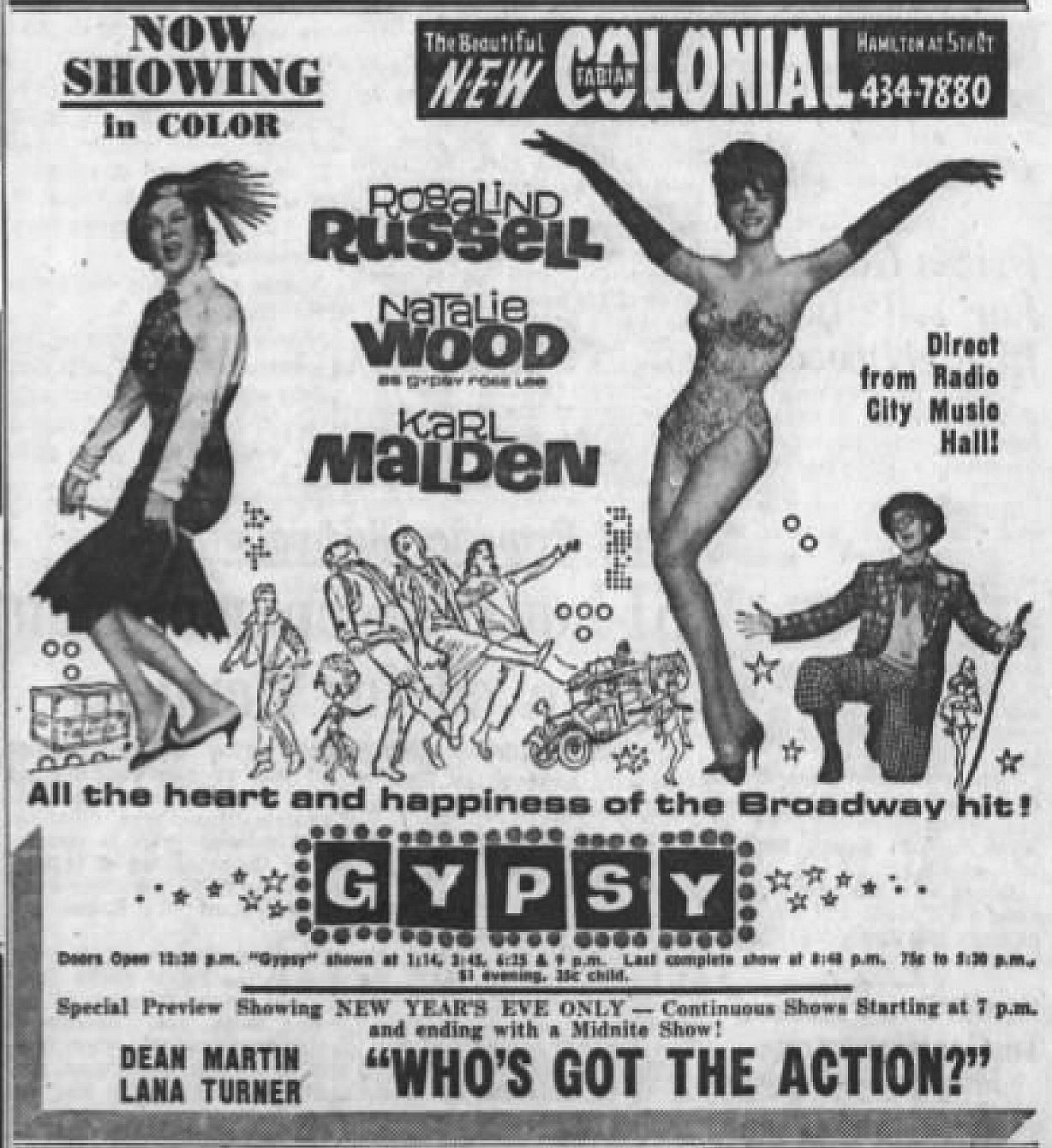
Ejemplo de producto cultural

Si bien una obra original, una pintura o una escultura no son muy reproducibles (la copia carece de algo que le da un valor completo a la original), existe una amplia gama de bienes culturales donde el soporte no tiene importancia, y donde el parámetro importante es el valor de las muchas copias de un original: libros, discos, cine, etc. Estos bienes son el corazón de las industrias culturales. Su delimitación precisa plantea muchos problemas de definición. Se considerará aquí que se trata esencialmente de la publicación de libros, discos, películas, así como de la televisión y la radio.
Las industrias culturales se caracterizan por varios principios que distinguen los bienes culturales:
- Éxito impredecible: el éxito (y por lo tanto la demanda) de un bien cultural determinado es muy difícil de predecir, incluso por los agentes especializados del sector. Esta característica proviene de su naturaleza de bienes de experiencia pura (también hablamos de bienes prototipo).
- Variedad infinita: mientras que los bienes habituales (automóvil, computadora) se diferencian en un número finito y relativamente pequeño de características, los bienes culturales se diferencian en un gran número de características, lo que los hace difícilmente comparables. Además, la mayoría de estas características son de naturaleza subjetiva y, por lo tanto, no pueden compararse objetivamente.
- Alta concentración de ventas: la mayor parte de las ventas se concentran en un pequeño número de variedades exitosas (best sellers o blockbusters).
- Ciclo de vida corto: la mayor parte de las ventas de un bien determinado se realizan en las semanas posteriores a su venta. Si las ventas fueron malas durante este período, necesita un evento excepcional para aumentar las ventas.
- Costos fijos muy altos: la mayoría de los costos se cargan antes de que la primera unidad salga a la venta. Por ejemplo, los costos de filmación son varios órdenes de magnitud mayores que el costo de hacer una nueva copia.

El análisis económico de las industrias culturales se centra en los fundamentos de estas características (estudio de la demanda de bienes culturales), los mecanismos establecidos por la oferta para tener en cuenta estas limitaciones (con las herramientas de la organización industrial) y sus consecuencias para la calidad y variedad de los bienes producidos.

### La oferta propone y la demanda dispone

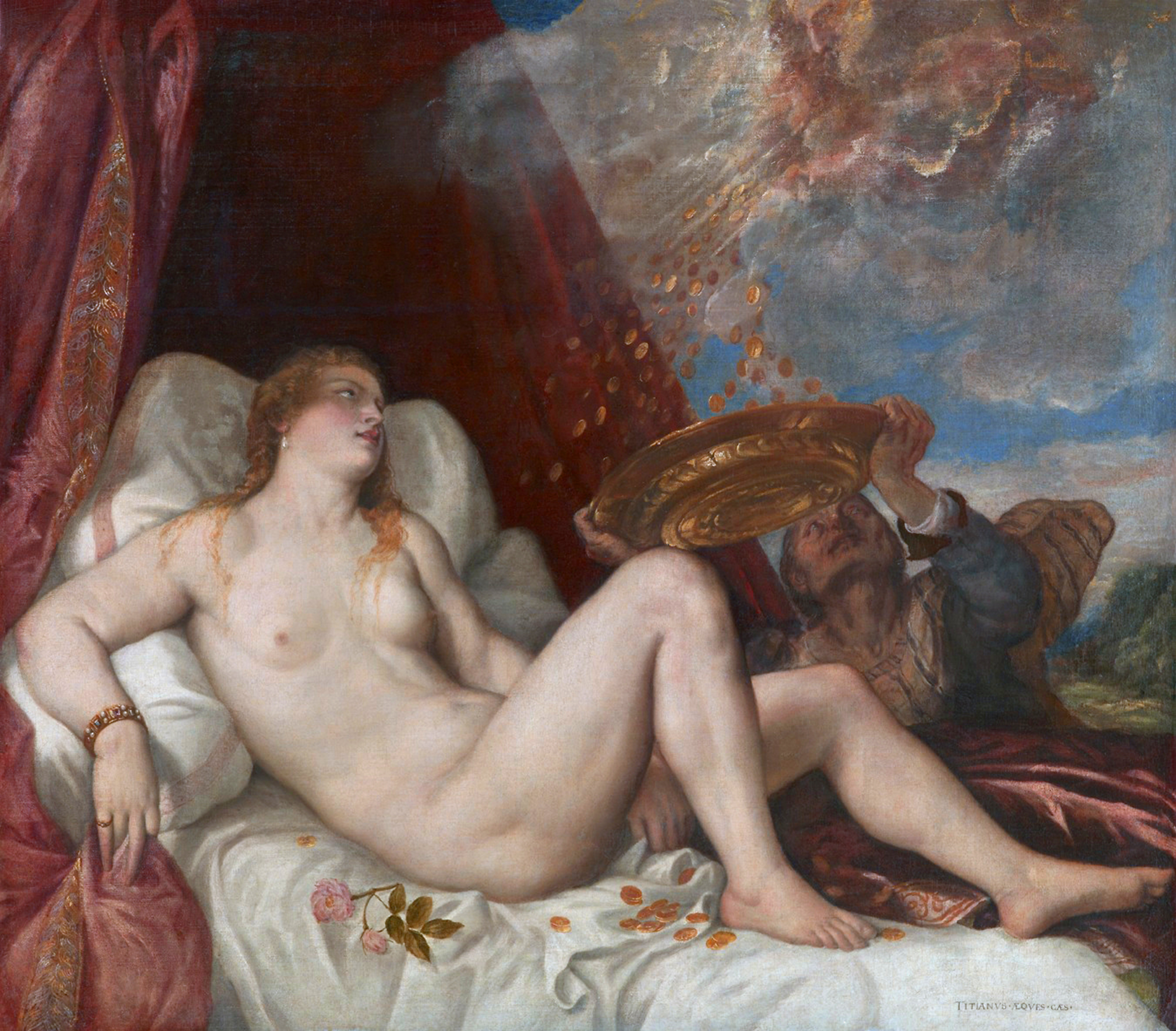
Danae de Ticiano. El conocimiento del arte forma el gusto artístico

François Rouet señala que en el caso del libro, la elección editorial se basa menos en una elección dentro de la oferta de lo que parece responder a una solicitud que en la posibilidad de crear una demanda correspondiente a las obras seleccionadas lo que Ilustra la oscuridad de la relación entre la oferta y la demanda de bienes culturales. Por un lado, se observa que el gasto en publicidad no solo sirve como una señal sobre la calidad del bien, sino que tiene un papel en la formación de las preferencias del consumidor, al mostrar que tal o cual sujeto o género pertenece a un nivel cultural o un estilo de vida dado. Sin embargo, Caves demuestra en el mismo capítulo que la correlación está lejos de ser sólida y que las películas han incurrido en gastos considerables (como La hoguera de las vanidades, de Brian De Palma), sin poder aumentar significativamente la demanda.
La característica de "variedad infinita" combinada con la incertidumbre implica, por lo tanto, que para los bienes culturales existen fenómenos de sector inverso (término de John Kenneth Galbraith) en el sentido de que la oferta, en este caso la producción, hace siempre una elección nítida en el espacio de dimensión infinita de los bienes disponibles. Sin embargo la clasificación final entre los productos que cumplen con un éxito comercial o crítico depende esencialmente de las preferencias desconocidas de la demanda, difíciles de manejar por la oferta.

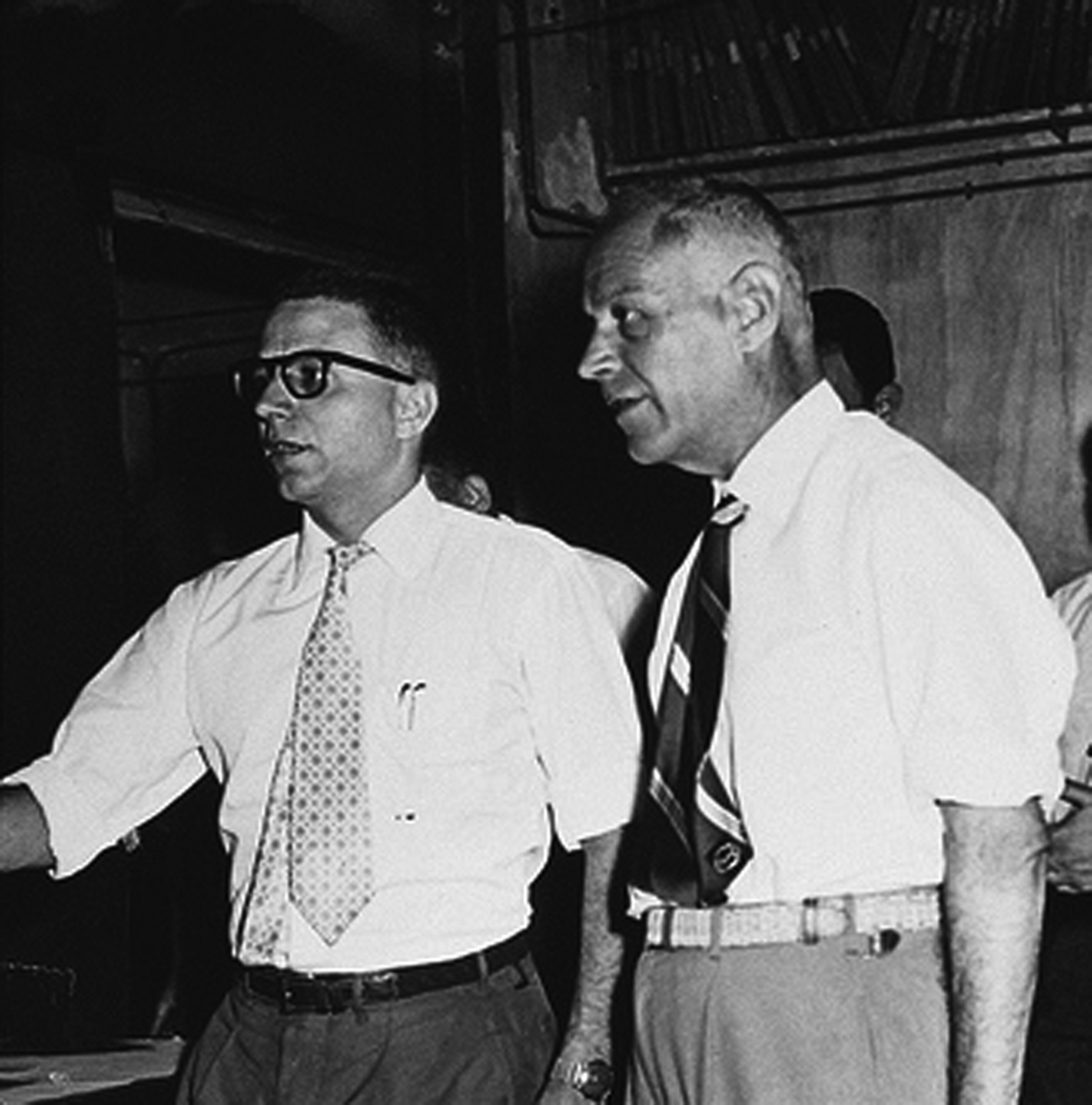
Victor Seix, ejemplo de editor independiente. A su muerte su editorial fue adquirida por una major.

### La importancia de los efectos de aprendizaje
Como señaló R. McCain, el consumo de bienes culturales se basa en la existencia de un activo económico específico que él llama gusto. Este gusto por una clase de bienes está directamente relacionado con la capacitación recibida para apreciar estos bienes, como un curso en la historia del arte del Renacimiento para una pintura de Tiziano y el número de bienes del mismo tipo consumidos anteriormente. Por lo tanto, podemos argumentar que la lectura de Harry Potter y la Orden del Fénix es mucho más agradable ya que ya hemos leído los volúmenes anteriores.
Por lo tanto, el gusto se analiza como una forma de capital que se acumula simplemente por el consumo de bienes culturales. El consumo de bienes culturales es, en parte, el resultado de fenómenos de adicción racional, que permiten analizar dinámicamente la respuesta del consumo de bienes culturales a las variaciones de precio y oferta. En particular, debido a la complementariedad entre el valor del capital social y la utilidad derivada de un consumo presente, la demanda de bienes culturales solo responde con retraso a un aumento en los ingresos o precios, el primer efecto amplificador del "Efecto de Baumol".

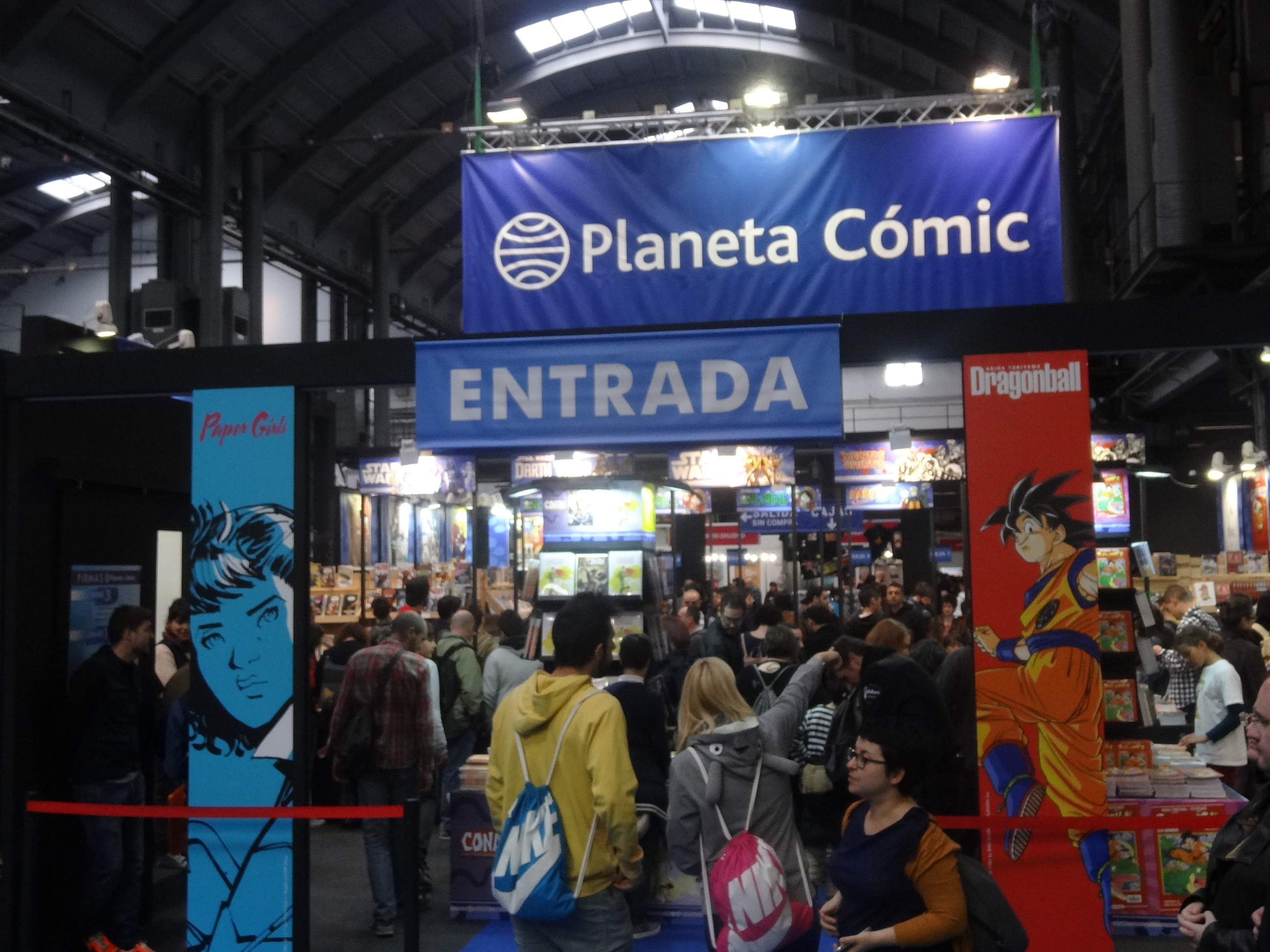
Ejemplo de major editorial

## Las industrias culturales

### El oligopolio con flecos o la teoría del centro y la periferia.
Las principales industrias culturales, la publicación de libros, la música y el cine, están cada una dominada por un oligopolio marginal formado por un pequeño número de empresas que operan con mayor frecuencia en todos los mercados a la vez, y se denominan "majors". Sin embargo, cada uno de estos sectores tiene un gran número de empresas, con una gran cantidad de empresas muy pequeñas (editores o productores independientes, por ejemplo). Cada uno de estos sectores, por lo tanto, tiene una estructura de oligopolio marginal. Alrededor de empresas muy grandes, con medios de producción, distribución y promoción muy grandes, gravitan pequeñas empresas, que desempeñan el papel de primer filtro dentro de la oferta artística. Por lo tanto, es común que el éxito de un artista producido por una casa pequeña resulte en la compra de la casa por parte de un grupo grande.
En el campo de la música grabada, Mario d'Angelo ha estudiado el fenómeno aplicando el enfoque de sistemas (el sector se considera como un sistema basado en la interdependencia entre sus miembros, aquellos que son titulados mayores y aquellos que son calificados como independientes). Las estrategias se pueden analizar de acuerdo con las posiciones centrales o periféricas en el sistema caracterizadas por un oligopolio inestable que se alimenta constantemente de su periferia:
- en el centro, las empresas son organizaciones multinacionales, diversificadas en los diversos oficios de la cadena de música grabada y pertenecen a un gran grupo global que invierte en varias ramas de las industrias culturales y los medios de comunicación. También están estructuradas para garantizar la distribución mundial y este control de la promoción y los mercados está vinculado a su capacidad para gestionar la reputación de sus artistas,
- en la periferia, una multitud de empresas, locales (relacionadas con uno o unos pocos mercados territoriales), por lo tanto de tamaño pequeño con una diversificación variable pero más a menudo una actividad de producción. Su fuerza radica en su capacidad de innovación y creatividad, a menudo vinculada a la proximidad o incluso al control de estas compañías de producción por parte de los artistas. Sin embargo, las empresas de la periferia dependen en gran medida de las compañías del centro que son sus directores, ya sea porque comercializan sus producciones o porque aseguran la defensa de la profesión (cabildeo, por ejemplo, por la legislación que protege al derechos del productor).

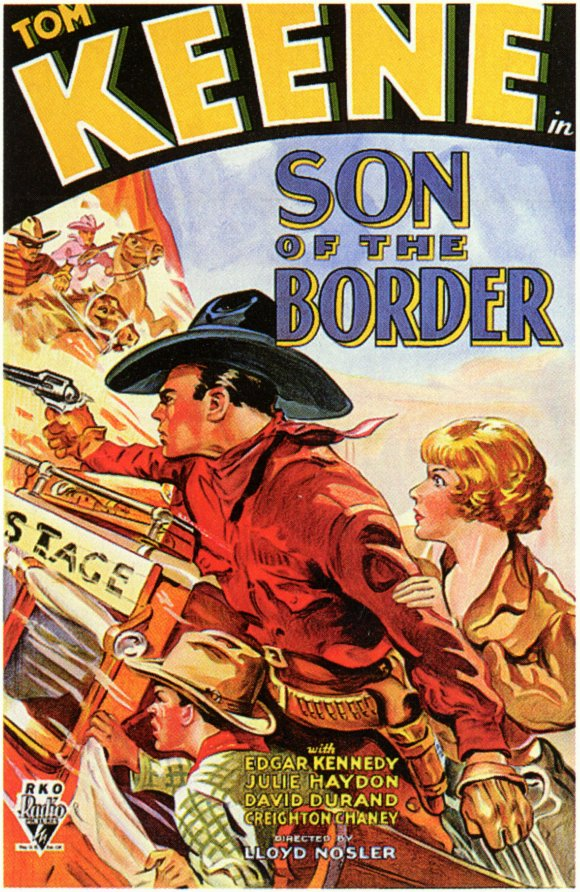
Son of the Border (1933) poster. La RKO fue una pionera entre las majors.

En el análisis de D'Angelo, las estrategias de concentración reflejan la historia de la constitución de los majors en la industria discográfica: el centro no es monolítico ni fijo, sino que, por el contrario, se renueva constantemente por la periferia. Paradójicamente, los conflictos ideológicos entre grandes (centro del oligopolio) y pequeños (periferia o franja del oligopolio) son fuertes, mientras que sobre el terreno, la complementariedad ha prevalecido durante mucho tiempo en estrategias ajustadas que permiten redenciones, fusiones e inversiones de capital.
Esta teoría del centro y la periferia también encuentra su aplicación en todas las industrias culturales donde la acción de los grupos mundiales fue determinante hasta principios de la década de 2000. Sin embargo, no se puede hablar de un oligopolio para todo este conjunto. de ramas. El término major debe estar estrictamente limitado a una rama. Así, en 2002, el grupo Sony, estudiado por Mario d'Angelo, ocupa una posición importante en el sector del cine (a través de su filial Columbia Tristar), la música (a través de su filial Sony Music), los videojuegos. Por otro lado, este grupo está casi ausente de la escena mundial en el libro y la prensa, la radio y la televisión. En la constitución de los veinte gigantes que dan forma a las industrias culturales y de los medios de comunicación, las estrategias financieras y el acceso a la tecnología han sido más importantes que las estrategias de producto / mercado (o contenido). En las industrias de la escritura, Mario d'Angelo analiza que las áreas lingüísticas han sido (y siguen siendo) obstáculos naturales considerables para la expansión de las empresas ubicadas en el centro. Por lo tanto, es la capacidad financiera utilizada en las estrategias de oportunidad (especialmente cuando existe la posibilidad de comprar una persona que trabaja por cuenta propia en un mercado en otra área de idioma) lo que es más rentable (por ejemplo, el colapso de Vivendi Universal y las restricciones impuestas por las autoridades reguladoras del mercado de la Unión Europea a la compra de sus actividades de publicación por parte de Lagardère (a través de su subsidiaria Hachette) finalmente resultaron en la venta de ciertas subsidiarias que operan en el libro y la prensa a grupos no franceses, como Bertelsmann.

Sin embargo, el futuro de este modelo de concentración y crecimiento en las industrias culturales y de medios de comunicación debe ser cuestionado, ya que Internet no solo alienta a los nuevos participantes sin experiencia en las industrias de contenido, sino que también modifica las reglas del juego que prevalecieron durante mucho tiempo. La fisonomía y los componentes del oligopolio marginal han comenzado a cambiar.

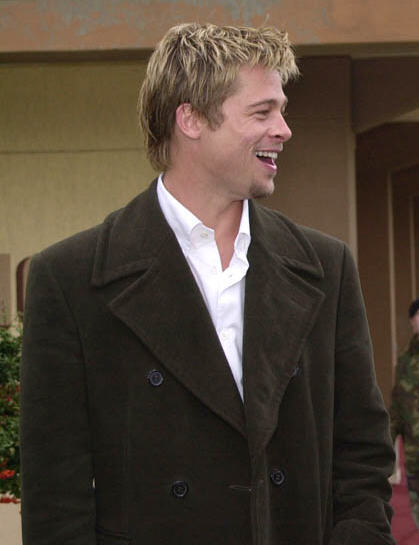
Brad Pitt. A través de sus ingresos y la atención que atrae, el actor Brad Pitt encarna el funcionamiento del Star System.

### Lasmajors
Por major, nos referimos a las compañías internacionales que operan principalmente en los mercados de los países ricos, y cuya producción y publicación de bienes culturales constituye el grueso de la actividad. El fenómeno de las majors es antiguo, ya que ya existía en los grandes conglomerados de la década de 1920 (RKO Pictures, por ejemplo) que reunía actividades de cine y televisión. Sin embargo, las majors establecidas en la década de 1990 pertenecen a otra lógica. Se han creado mediante la extensión de grupos de contenido a mercados vecinos (News Corporation, Pearson (edición)) o mediante la compra de proveedores de contenido antiguos (Time Warner, Universal) a través de grupos de contenedores o redes. (Vivendi, Sony, AOL). Los actores esperaban de esta unión en el mismo grupo de contenedores y contenidos de sinergias en términos de eficiencia de producción (economías de escala) y poder de mercado. Ambos no han llegado a buen término debido a la incertidumbre inherente a los bienes culturales, y especialmente porque cada grupo ha experimentado la pérdida de excluir el contenido de los competidores de su propia red de distribución, y viceversa a partir de que no se distribuirá por las redes competidoras. Como resultado, a principios de la década de 2000, hubo una ola de reorganización de estos grupos en la dirección de reorientación en una serie de actividades complementarias (prensa y publicaciones, cine, televisión y música), lo que resultó en la creación de Grupos sectoriales.

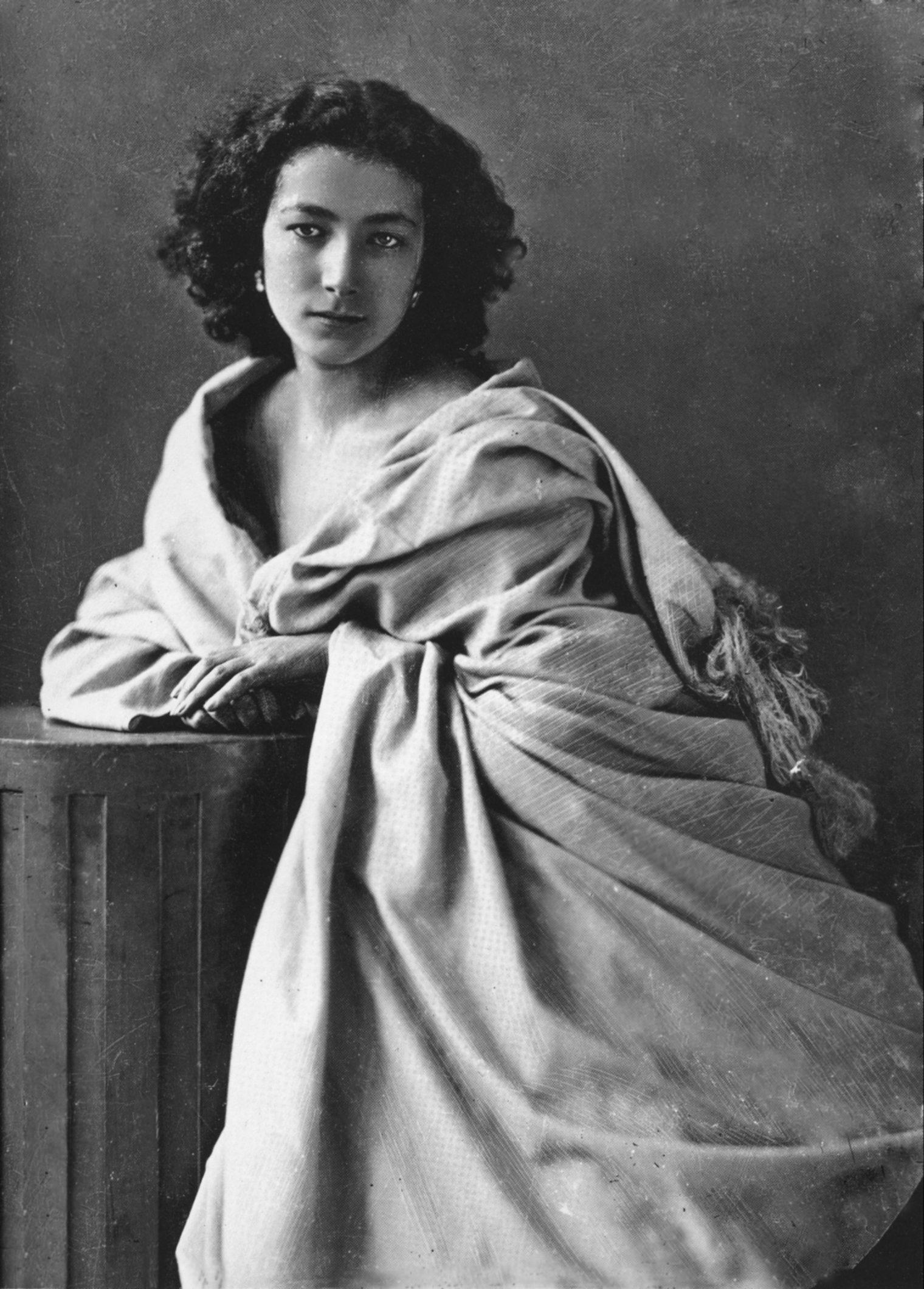
Sarah Bernhardt por Félix Nadar. Ejemplo temprano del Star System.

## Economía del trabajo de los artistas.
En contraste con la visión del artista como enteramente dedicado a la causa artística, el análisis económico de la oferta de trabajo de los artistas comienza desde la perspectiva de la racionalidad de los agentes para comprender las especificidades de la oferta del trabajo de los artistas. El mercado laboral de los artistas tiene cuatro características distintivas:
- Una distribución de ganancias muy desequilibrada, conocida como el sistema estelar, donde un número muy pequeño de agentes recibe una parte muy grande de la remuneración total;
- Un exceso de oferta sistemática: siempre hay más personas que desean ganarse la vida a través de una actividad artística que la demanda;
- Las ganancias no monetarias que llevan a los agentes en este mercado a aceptar un salario mucho más bajo de lo que sería en el caso de su nivel de calificación;
- Una no separación del artista y la obra: los artistas están interesados en la imagen que su producción da de sí mismos.

### Elstar system
El Star System se refiere al hecho de que, con respecto a la remuneración de los artistas, un puñado de ellos, las Estrellas, reciben una gran parte de la remuneración. Iniciado por Sherwin Rosen, la explicación de este fenómeno se basa en la doble incertidumbre que caracteriza a los mercados de bienes culturales: el consumidor no sabe si un bien cultural le agradará antes de consumirlo (pensar en la novela policíaca: rara vez antes de las últimas páginas, se puede obtener una opinión sobre la calidad de la trama), y el productor no sabe si un producto dado funcionará o le dará un nombre. Por tanto, el consumidor se basará en una señal que debe indicar cierta calidad: precio, reconocimiento o presencia en la portada o póster de un nombre conocido. Anticipándose a esto, el productor estará listo para pagar a artistas muy queridos cuyo nombre funciona como garantía de calidad: las estrellas. 
Moshe Adler, al igual que Ginsburgh y Van Ours, también muestran que el estatus de estrella se basa menos en un talento superior hipotético que en cuestiones de suerte y oportunidad. Por lo tanto, vemos que los resultados de los grandes concursos de interpretación pianística están fuertemente correlacionados con la calidad de sus interpretaciones. Sin embargo, a los ganadores de estos concursos se les ofrecen contratos significativamente más remunerativos que aquellos ofrecidos a sus competidores menos afortunados en la competición.
El Star System también se ha visto amplificado por los avances tecnológicos en los medios de comunicación de los bienes culturales. En el siglo XIX y principios del siglo XX, la audiencia, y por lo tanto las interpretaciones producidas por una celebridad como Sarah Bernhardt, estaban limitadas por la capacidad de los teatros anfitriones. El desarrollo de la transmisión o la música grabada hace posible llegar a un público mucho más amplio, lo que multiplica la cantidad de ganancias accesibles. Dado que la totalidad de este ingreso adicional no es captado por la estrella, los productores de música tienen un fuerte incentivo para detectar y reclutar estrellas futuras, dando así una primera oportunidad a un gran número de principiantes.

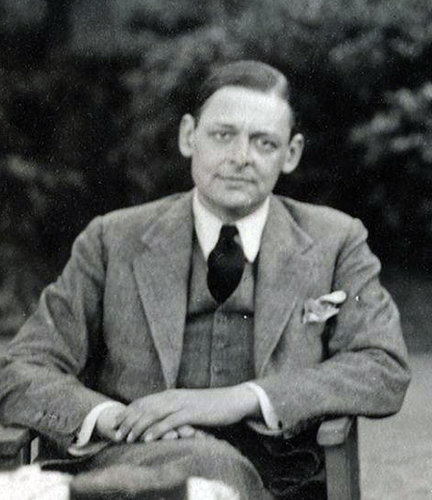
Thomas Stearns Eliot por Lady Ottoline Morrell (1934). T. S. Eliot trabajaba en el sector bancario.

### ¿Demasiados artistas?
La gran mayoría de las personas que se definen como "artistas" derivan la mayor parte de sus ingresos de actividades no artísticas. ¿Cómo explicar que entre estos, una parte no se retira del mercado de trabajo artístico y continúa proponiendo un trabajo creativo que no satisface la demanda? Dos explicaciones dominan. Por un lado, los artistas reciben por el mero hecho de su actividad ganancias no monetarias en términos de estatus social y consideración dentro de su propio entorno social. Por otro lado, las ganancias de algunas, las estrellas, son tan importantes que muchos son alentados a probar suerte, de la misma manera que las importantes ganancias en la Lotería hacen que la mayoría de los jugadores olviden que las expectativas matemática de sus ganancias son menores que el precio del boleto.
Como señala Alain Herscovici, solo una pequeña fracción de la producción puede ser rentable: en 1986, el 1% de los afiliados a SACEM recibió más de 300.000 francos, mientras que el 71% tuvo que conformarse con menos de 4.000 francos. .

### Gestión de riesgos
Si bien la perspectiva de grandes ganancias y ganancias no monetarias explica que los artistas ganan en promedio un 6% menos que las personas con calificaciones similares (Randall Filer, 1986), sus ingresos en efectivo totales son equivalentes, debido a la práctica frecuente de una actividad secundaria alimentaria para suavizar los altibajos de una carrera artística. Existe una asimetría empírica de la situación entre las dos actividades. Cuando aumenta el nivel de remuneración de la actividad alimentaria, vemos que los artistas tienden a reducir el tiempo dedicado a esta actividad (que solo les sirve para garantizar un ingreso mínimo) en favor del tiempo dedicado a las actividades artísticas.

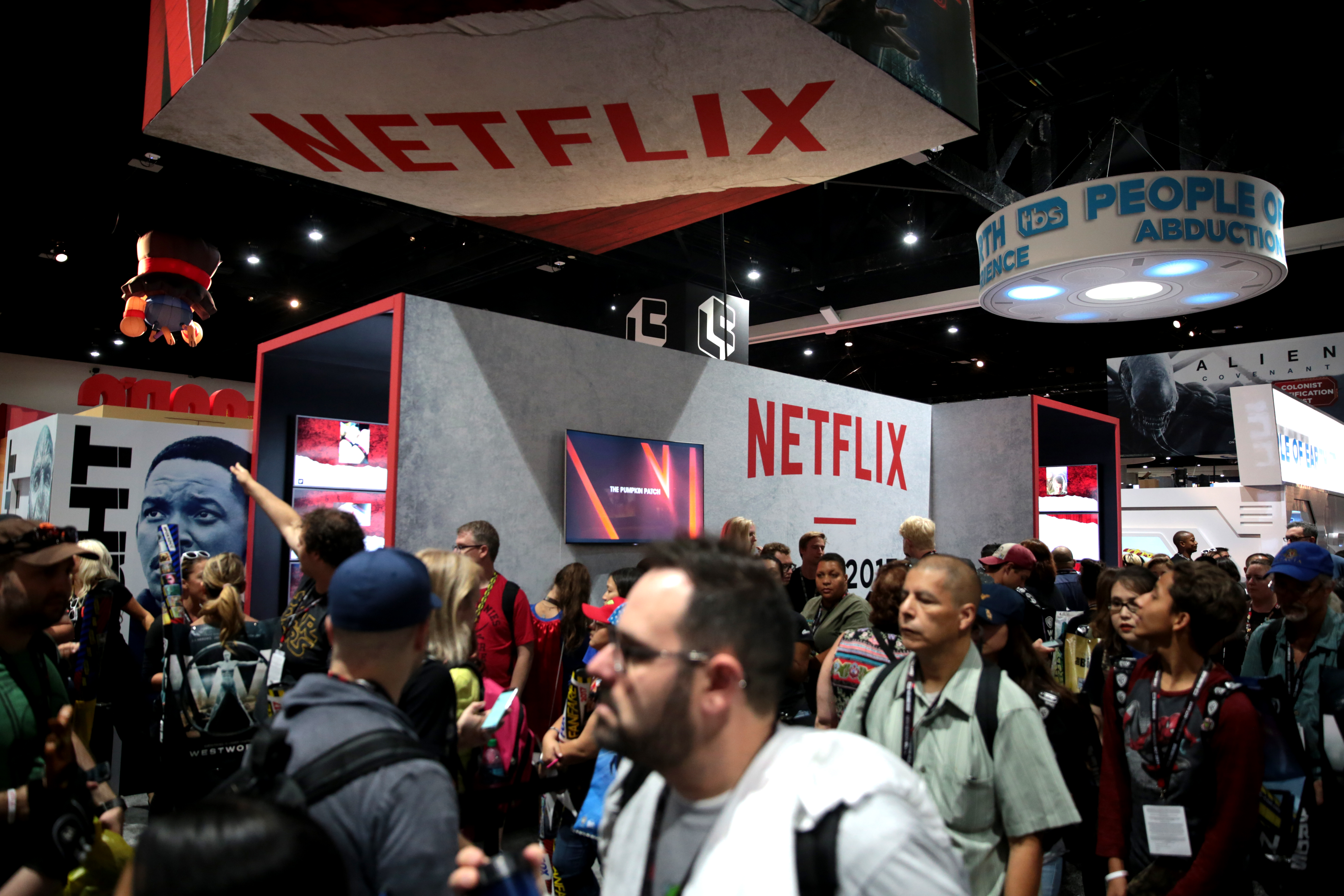
Netflix. Los productores y gestores de contenidos definen cada vez más los productos culturales.

### El artista y su obra.
En el análisis económico general, la naturaleza o calidad de un bien producido no le importa al empleado pagado que lo produzca, siempre que no tenga impacto en su salario. Por lo tanto, a un trabajador le puede ser indiferente entre hacer autos o lavadoras si el trabajo solicitado y el salario son los mismos. No es lo mismo para los artistas. La mayoría considera que el trabajo es una expresión personal y, por lo tanto, una parte de sí mismos, o que tienen derecho supervisor sobre su uso porque condiciona fuertemente sus ingresos futuros. Esto implica una organización fundamentalmente diferente de la producción de bienes culturales.

## Políticas culturales
Directa o indirectamente, un gran número de actividades culturales se benefician de subvenciones o ayudas, o incluso son gestionadas directamente por las autoridades públicas. Además de la integración directa en el ámbito de la gestión pública, el apoyo público a las actividades culturales adopta tres formas esenciales:
- Subvenciones directas: se otorgan a organizaciones no comerciales (asociaciones y organizaciones sin fines de lucro) u organizaciones comerciales (en las industrias culturales, por ejemplo, en particular, la producción cinematográfica). En cuanto a los museos, en la mayoría de los países europeos, son instituciones públicas o reciben ayuda de las autoridades públicas de las que dependen.[30]
- Disposiciones favorables, principalmente impuestos: reducción del IVA (los libros se benefician de una tasa de IVA reducida en muchos países europeos), descuentos para patrocinadores corporativos, créditos fiscales para inversores o para donaciones. Para las bellas artes, las obras a menudo se excluyen del impuesto a la riqueza o la evaluación del patrimonio.
- Las disposiciones que regulan las relaciones en una cadena entre los distintos actores que intervienen allí y, en particular, entre los productores y los difusores. Por ejemplo, las organizaciones de televisión a dedicar una parte de su facturación (entre 1 y 5% según el país) a invertir en producción audiovisual y cinematográfica. En el campo de los libros, diez países de Europa tienen una forma única de precio de libro.

Estas políticas se justifican por la existencia de fallas del mercado y un efecto multiplicador del gasto cultural.

### Los fracasos del mercado cultural.

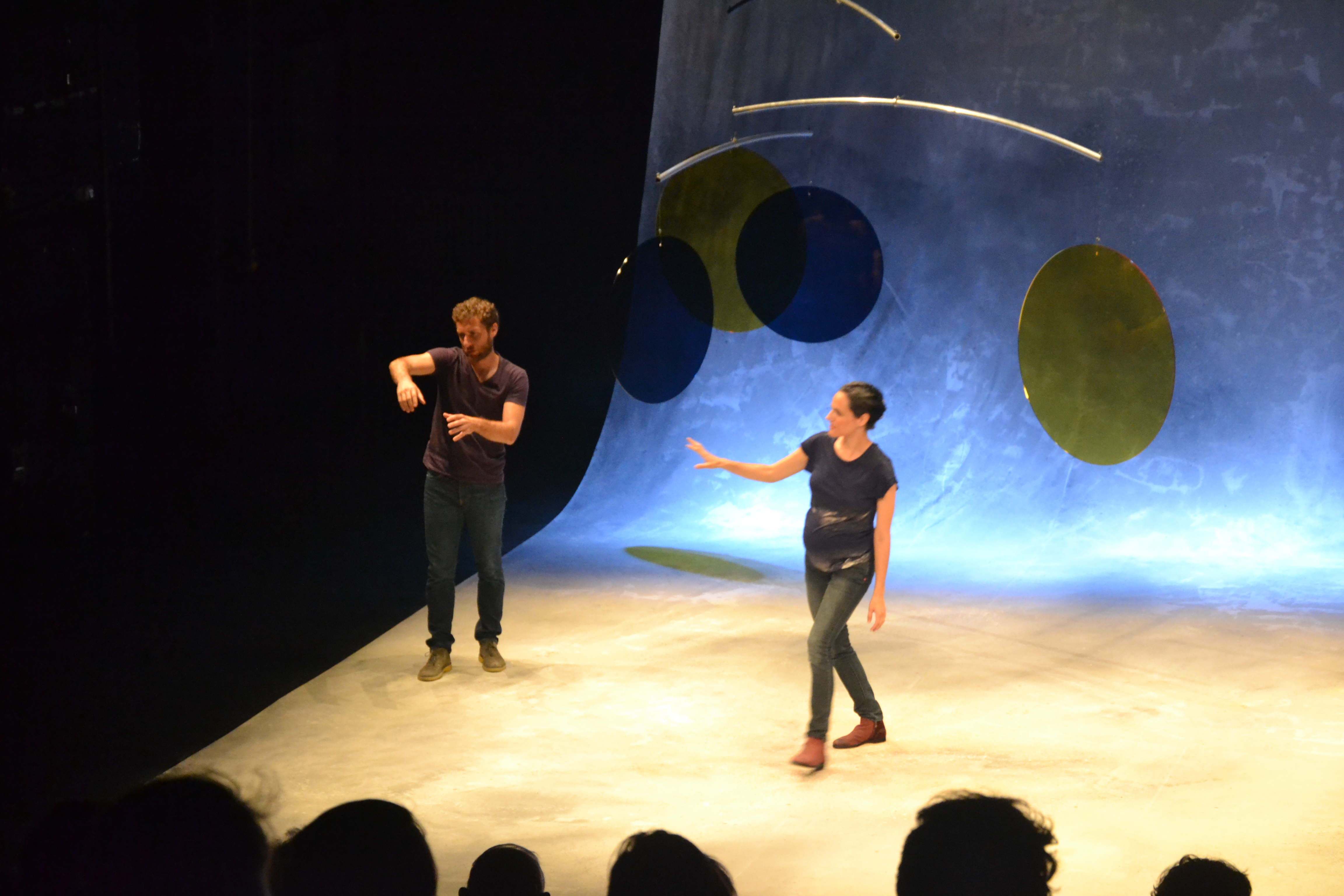
Festival d'Avignon - Cléopatre et Antoine. Los grandes festivales tienen un evidente efecto multiplicador en su entorno.

Además de los problemas de los bienes públicos planteados por los museos y las bibliotecas, se puede argumentar que el consumo de bienes culturales produce efectos beneficiosos para la sociedad en su conjunto que no son tomados en cuenta por el mercado. Una población mejor educada, cuyo sentido crítico es mantenido por la lectura regular, será más capaz de tomar buenas decisiones cuando sea consultada que una población ignorante, por ejemplo. Victor Hugo presentó este efecto cuando dijo que abrir una escuela significaba cerrar una prisión. Como resultado, la sociedad puede estar justificada en subvencionar el consumo de bienes culturales y su producción, ya sea directa o indirectamente a través de tasas impositivas reducidas (todos menos uno de los países de la Unión Europea tienen un IVA reducido en libros) o excepciones a las reglas normales de competencia (precio único del libro).
Sin embargo, este argumento postula un efecto positivo difícil de demostrar, y que las cantidades y calidades suministradas por el mercado serían insuficientes. A falta de criterios objetivos para juzgar la calidad de la producción o la cantidad óptima, este debate es menos una cuestión de economía que de política cultural que trata de evaluar lo más posible las consecuencias cuantitativas de las diferentes políticas.

### El multiplicador cultural.
Los gastos culturales para hacer accesibles los monumentos u organizar festivales generan en la región una actividad económica considerable, a menudo mucho mayor que el gasto inicial. Como resultado, pueden ser una forma efectiva de acción de política pública, generando actividad sin subsidiar a actores que operan en sectores competitivos.
Por lo tanto, Alain Rafesthain, presidente de la región del Centro de Francia, considera que en el Printemps de Bourges vale la pena el subsidio de la región de casi 2,5 millones de francos, incluida la asistencia logística, para un presupuesto cultural de 105 millones de francos. Si el presupuesto total del festival supera los 20 millones de francos, los beneficios turísticos y comerciales son evidentes para la ciudad de Bourges. Del mismo modo, Benhamou estima que el efecto multiplicador del Festival de Aviñón es cercano a dos. Estos dos festivales tienen resultados sobresalientes. El efecto multiplicador de un festival rara vez excede de 1.05 a 1.3.
Si este efecto es fácilmente medible, es más difícil evaluar la magnitud del efecto de sustitución: ¿dónde habrían ido estos gastos en ausencia de una política pública? Además, estos gastos siempre pueden ser acusados de favorecer tal lugar geográfico, tal monumento, tal modo de expresión o tal artista, y con frecuencia beneficiar a un público bastante próspero y, por lo tanto, tener un efecto anti-redistributivo.
En cualquier caso, el problema esencial de las políticas culturales en los países democráticos es la elusión del cargo oficial de arte: la acción del poder público debe estar por encima de los efectos de la moda, la tentación de la censura o el favoritismo hacia un arte conocido, con el dolor de descuidar la aparición de artistas innovadores. Como resultado, las opciones de atribución a menudo se delegan a los agentes que están involucrados en el sector cultural, con sus propios intereses.